# Богуд
Богуд, син на Бокх I, е цар на Мавретания, съвладетел заедно със своя по-голям брат – Бокх II.

## Управление
Богуд управлява земите на царството на запад от река Мулуха, а брат му – на изток от нея. Двамата царе подкрепят Юлий Цезар в борбата му против поддръжниците на Гней Помпей в Африка през 49-45 г. пр.н.е. След победата на Цезар в битката при Тапс (на крайбрежието на дн. Тунис) през 46 г. пр.н.е., на Бокх II е дадена голяма част от Нумидия, отнета от цар Юба I.
След убийството на Цезар през 44 г. пр.н.е., двамата царе подкрепят противоположни страни в гражданската война между Марк Антоний и Октавиан Август. Богуд подкрепя Антоний, а брат му – Октавиан. Около 38 г. пр.н.е. Бокх присвоява територията на Богуд, който по това време се намира в Испания и го принуждава да избяга на изток при Антоний.

## Брак
Богуд е женен за Евноя, за която се смята, че е била любовница на Цезар.